# Raymond Lemoigne
Raymond Lemoigne est un directeur de la photographie français né le 15 juin 1920 à Paris 17e et mort le 25 octobre 2000 à Lagny.

## Biographie
La qualité du travail de Raymond Lemoigne sur les couleurs dans L'Oiseau de paradis a été soulignée par l'historien du cinéma Charles Ford.

## Filmographie
- 1957 : À la Jamaïque d'André Berthomieu
- 1961 : Mourir d'amour de Dany Fog
- 1961 : Tintin et le Mystère de la Toison d'or de Jean-Jacques Vierne
- 1961 : La Fête espagnole de Jean-Jacques Vierne
- 1962 : L'Oiseau de paradis de Marcel Camus
- 1963 : L'Abominable Homme des douanes de Marc Allégret
- 1963 : Strip-tease de Jacques Poitrenaud
- 1963 : OSS 117 se déchaîne d'André Hunebelle
- 1963 : Méfiez-vous, mesdames d'André Hunebelle
- 1964 : Cherchez l'idole de Michel Boisrond
- 1964 : Banco à Bangkok pour OSS 117 d'André Hunebelle
- 1964 : Comment épouser un premier ministre de Michel Boisrond
- 1965 : Fantomas se déchaîne d'André Hunebelle
- 1965 : Moi et les hommes de quarante ans de Jacques Pinoteau
- 1965 : Un mari à prix fixe de Claude de Givray
- 1965 : Quand passent les faisans d'Édouard Molinaro
- 1965 : Le Chant du monde de Marcel Camus
- 1966 : Le Grand Restaurant de Jacques Besnard
- 1966 : Le Saint prend l'affût de Christian-Jaque
- 1967 : Peau d'espion d'Édouard Molinaro
- 1967 : Oscar d'Édouard Molinaro
- 1967 : L'Homme qui valait des milliards de Michel Boisrond
- 1967 : Le Fou du labo 4 de Jacques Besnard
- 1968 : Sous le signe de Monte-Cristo d'André Hunebelle
- 1968 : La Main noire de Max Pécas
- 1969 : Le Bourgeois gentil mec de Raoul André
- 1969 : Hibernatus d'Édouard Molinaro
- 1969 : La Maison de campagne de Jean Girault
- 1970 : Ces messieurs de la gâchette de Raoul André
- 1972 : Les Portes de feu de Claude Bernard-Aubert
- 1974 : À dossiers ouverts de Claude Boissol (série télé)
- 1974 : Le Plumard en folie de Jacques Lemoine